# 国際機関

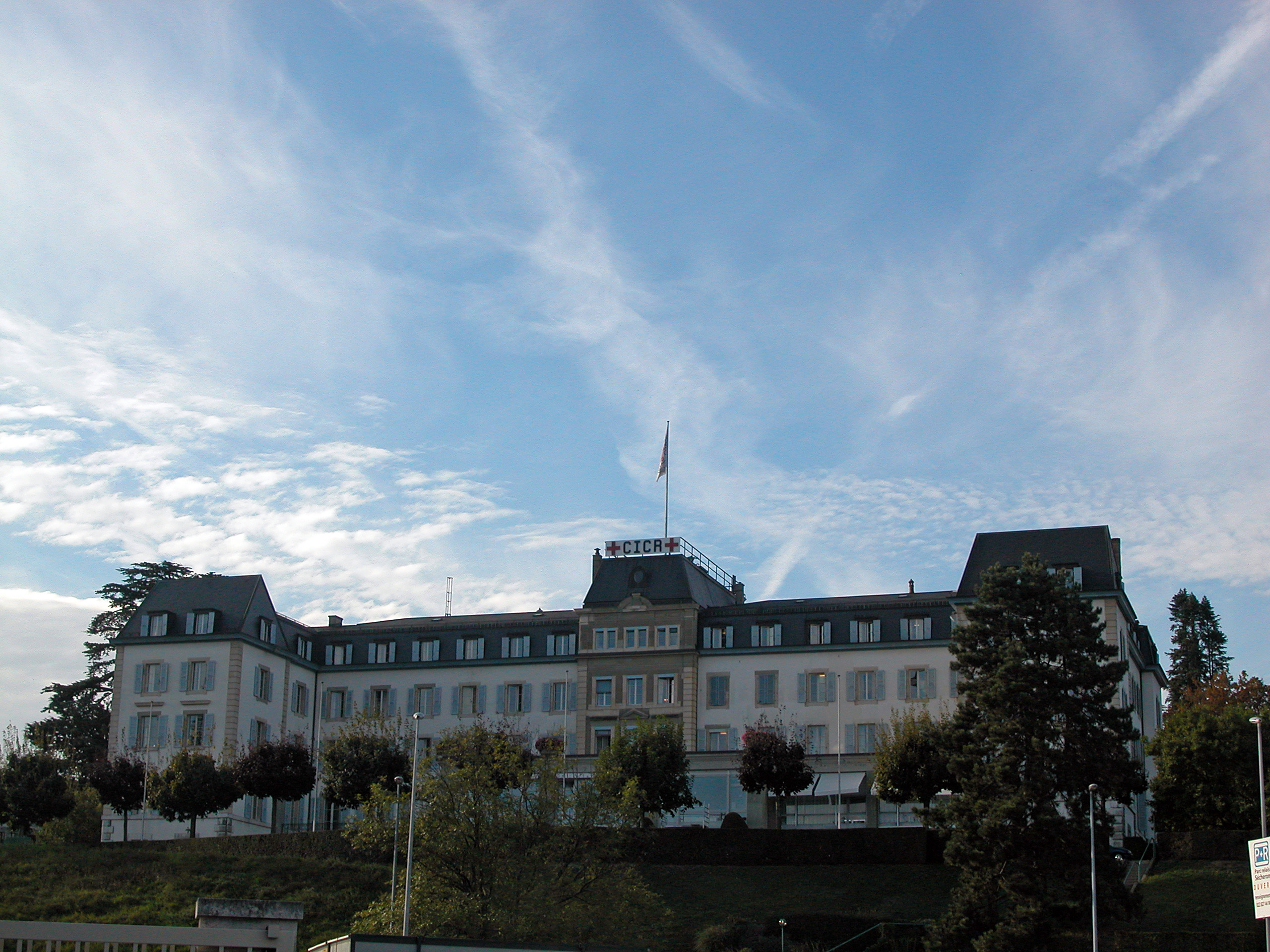
赤十字国際委員会の本部。スイス・ジュネーブは、世界で最も多くの国際機関の本部がある都市である。

国際機関（こくさいきかん、英語: international organization, international institution, international agency）とは、複数の国にまたがって存在し、国際的に活動する組織である。
国際組織、国際機構とも訳される。国際的なアジェンダを設定し、政治交渉を仲介し、政治的イニシアチブの場を提供し、連合形成の触媒として行動することを役割としている。また、際立った問題を定義し、どの問題をまとめてグループ化するかを決定することで、政府の優先順位の決定やその他の政府の取り決めに役立てている。

## 歴史
世界で最初の政府間組織は、1865年に設立された国際電気通信連合（前身は万国電信連合）と言われており、後の国際連盟や国際連合などの後の組織のモデルとなった。それ以前には、1815年のウィーン会議により発足したライン川航行中央委員会（Central Commission for Navigation on the Rhine）などの地域的な政府間組織もいくつか存在した。

## 分類
「国際機関」としては次の2つの種類に分類される。
- 政府間組織 (IGO; intergovernmental organization)
主権国家によって構成されている組織。政府間組織のみを指して「国際機関」と呼ぶことも多い。条約によって設立されている組織であり、この種類の国際機関の例として、国際連合 (UN)、欧州安全保障協力機構 (OSCE)、欧州評議会 (CoE)、国際労働機関 (ILO)、国際刑事警察機構 (INTERPOL)、国際農業研究協議グループ (CGIAR) がある。
- 国際非政府組織 (INGO; international nongovernmental organization)
主に民間が主体となって構成されている組織。非政府組織 (NGO)。この種類の国際機関には、赤十字国際委員会、国境なき医師団、国際オリンピック委員会などが含まれる。

## 政府間組織

### 世界規模の組織
- 国際連合（UN）とその関連組織

- 国際連合以外の国際機関
  - 小島嶼国連合（AOSIS）
  - 博覧会国際事務局（BIE）
  - 国際度量衡局（BIPM）
  - 国際決済銀行（BIS）
  - ハーグ国際私法会議（HCCH）
  - サバイバル・インターナショナル（SIHO）
  - 国際刑事警察機構（ICPO）
  - 国際農業開発基金（IFAD）
  - 国際水路機関（IHO）
  - 国際冷凍協会（IIR）
  - 国際移動通信衛星機構（IMSO）
  - インタースプートニク（Intersputnik、Интерспутник）
  - 国際科学会議 (ICSU)
  - 国際科学技術センター（ISTC）
  - 国際電気通信衛星機構（ITSO）
  - 国際捕鯨委員会（IWC）
  - 経済協力開発機構（OECD）
    - 国際エネルギー機関（IEA）
    - 経済協力開発機構原子力機関（NEA）

  - イスラム諸国会議機構（OIC）
  - 国際獣疫事務局（OIE）
  - 国際法定計量機関（OIML）
  - 葡萄・ワイン国際機構（OIV）
  - 常設仲裁裁判所（PCA）
  - 植物新品種保護国際同盟（UPOV）
  - 世界税関機構（WCO）
  - 一次産品共通基金（CFC）
  - 国際コーヒー機関（ICO）
  - 国際オリーブ協会（IOC）
  - 国際出版連合（IPA）

### 地域間組織
- 欧州・北米
  - ベネルクス知的財産庁（BOIP, OBPI）
  - 欧州評議会（CE）
    - 欧州人権裁判所（ECHR）

  - 欧州原子核研究機構（CERN）
  - 欧州復興開発銀行（EBRD）
  - 欧州刑事警察機構（EEPO）
  - 欧州自由貿易連合（EFTA）
  - 欧州特許庁（EPO）
  - 欧州連合（EU）
    - 欧州投資銀行（EIB）

  - 欧州原子力共同体（Euratom）
  - 欧州航空航法安全機構（ユーロコントロール、EUROCONTROL）
  - 北西大西洋漁業機関（NAFO）
  - 北大西洋条約機構（NATO）
  - 北欧投資銀行（NIB）
  - 北欧理事会
  - 欧州連合知的財産庁（EUIPO）
  - 欧州安全保障協力機構（OSCE）

- 米州
  - ラテンアメリカ統合連合（ALADI）
  - アンデス共同体（CAN）
  - 南米諸国連合（UNASUR）
  - 米州機構（OAS）
  - 米州開発銀行（IDB）
  - 米州投資公社（IIC）
  - 五大湖に関する国際合同委員会（IJC）
  - 南米南部共同市場（メルコスール、Mercosur）
  - 汎米保健機関（PAHO）

- 中東
  - アラブ衛星通信機構（Arabsat）
  - 湾岸協力会議（GCC）
  - アラブ連盟（LAS）
  - 石油輸出国機構（OPEC）

- アフリカ
  - アフリカ連合（AU）
  - アラブ・マグレブ連合（AMU）
  - アフリカ地域工業所有権機構（ARIPO）
  - 西アフリカ諸国中央銀行（BCEAO）
  - 中部アフリカ諸国中央銀行（BEAC）
  - アフリカ知的所有権機関（OAPI）
  - 南部アフリカ開発共同体（SADC）

- アジア（南アジア・東南アジア・東アジア・太平洋地域）
  - アジア開発銀行（ADB）
  - アジア生産性機構（APO）
  - アジア太平洋経済協力（APEC）
    - アジア・太平洋電気通信共同体（APT）
    - アジア・太平洋電気通信標準化機関（ASTAP）

  - 東南アジア諸国連合（ASEAN）
  - 東アジア・ASEAN経済研究センター（ERIA）
  - 朝鮮半島エネルギー開発機構（KEDO）
  - 太平洋諸島フォーラム（PIF）
  - 太平洋共同体（SPC）

- その他（2つ以上の地域にまたがるものなど）
  - アジア欧州会合（ASEM）
  - アジア・アフリカ法律諮問機関 (AALCO)
  - ユーラシア特許庁（EAPO、ЕАПО）

## 非政府組織
- 赤十字国際委員会（CICR）
- 国際オリンピック委員会 (IOC)
- 国境なき医師団（MSF）
- ヨーロッパ学生連盟（ESU）